# Bojszowy
Bojszowy (prononciation : [bɔi̯ˈʂɔvɨ]) est une localité polonaise et siège de la gmina du même nom, située dans le powiat de Bieruń-Lędziny en voïvodie de Silésie.